# Dicaelotus pacificus
Dicaelotus pacificus là một loài tò vò trong họ Ichneumonidae.